# Djihad Bizimana
Djihad Bizimana (ur. 12 grudnia 1996 w Gomie) – rwandyjski piłkarz grający na pozycji defensywnego pomocnika. Od 2023 jest zawodnikiem klubu Krywbas Krzywy Róg.

## Kariera klubowa
Swoją karierę piłkarską Bizimana rozpoczął w klubie Etincelles FC. W sezonie 2011/2012 zadebiutował w jego barwach w pierwszej lidze rwandyjskiej. W latach 2013-2015 występował w Rayon Sports FC. W sezonie 2013/2014 wywalczył z nim wicemistrzostwo Rwandy. W latach 2015-2018 był zawodnikiem APR FC. W sezonach 2015/2016 i 2017/2018 został z nim mistrzem kraju, a w sezonie 2016/2017 zdobył Puchar Rwandy.
Latem 2018 Bizimana przeszedł do belgijskiego Waasland-Beveren. Swój debiut w nim zaliczył 28 lipca 2018 w zremisowanym 2:2 wyjazdowym meczu z SV Zulte Waregem. Występował w nim przez trzy sezony.
Latem 2021 Bizimana został piłkarzem KMSK Deinze. Zadebiutował w nim 13 sierpnia 2021 w zremisowanym 1:1 domowym spotkaniu z Lierse Kempenzonen. Zawodnikiem Deinze był przez dwa lata.
W 2023 roku Bizimana został zawodnikiem ukraińskiego klubu Krywbas Krzywy Róg. Swój debiut w nim zanotował 30 lipca 2023 w przegranym 0:1 wyjazdowym meczu z FK Ołeksandrija.
| Sezon   | Klub             | Kraj   | Rozgrywki                     | Mecze | Bramki |
| ------- | ---------------- | ------ | ----------------------------- | ----- | ------ |
| 2011/12 | Etincelles FC    | Rwanda | Primus National Soccer League | ?     | ?      |
| 2012/13 | Etincelles FC    | Rwanda | Primus National Soccer League | ?     | ?      |
| 2013/14 | Rayon Sports FC  | Rwanda | Primus National Soccer League | ?     | ?      |
| 2014/15 | Rayon Sports FC  | Rwanda | Primus National Soccer League | ?     | ?      |
| 2015/16 | APR FC           | Rwanda | Primus National Soccer League | ?     | ?      |
| 2016/17 | APR FC           | Rwanda | Primus National Soccer League | ?     | ?      |
| 2017/18 | APR FC           | Rwanda | Primus National Soccer League | ?     | ?      |
| 2018/19 | Waasland-Beveren | Belgia | Eerste klasse A               | 22    | 0      |
| 2019/20 | Waasland-Beveren | Belgia | Eerste klasse A               | 15    | 0      |
| 2020/21 | Waasland-Beveren | Belgia | Eerste klasse A               | 6     | 0      |
| 2021/22 | KMSK Deinze      | Belgia | Eerste klasse B               | 17    | 0      |
| 2022/23 | KMSK Deinze      | Belgia | Eerste klasse B               | 0     | 0      |

## Kariera reprezentacyjna
W reprezentacji Rwandy Bizimana zadebiutował 29 marca 2015 roku w przegranym 0:2 towarzyskim meczu z Zambią, rozegranym w Lusace.